# Lakatos Zsófia
Lakatos Zsófia (Gyöngyös, 1975. szeptember 14. – ) közgazdász, író, PR-szakember, a Magyar Public Relations Szövetség korábbi elnöke és Örökös Tagja. Tagja a World Communications Forum Association globális tanácsadó testületének; több egyetem vendégtanára, az Emerald PR-ügynökség ügyvezető igazgatója.

## Tanulmányai
Gyöngyösön született, ott járt általános iskolába. A kecskeméti Katona József Gimnázium két tanítási nyelvű szakán tanult, egy tanévet a floridai Boca Raton Community High Schoolban végzett el. Megszerezte mind az amerikai, mind a magyar érettségit. Ezt követően 1998-ban a Külkereskedelmi Főiskolán Nemzetközi Kommunikáció szakon szerzett közgazdász diplomát public relations specializáción. 1999-ben ösztöndíjjal az Egyesült Államokban, a California State University Northridge egyetemen folytatott tanulmányokat.
2003-ban a Budapesti Műszaki és Gazdaságtudományi Egyetem Menedzsment szakán szerzett MBA diplomát.

## Életpályája

### Média
A kilencvenes években dolgozott a Kecskeméti Lapoknak, a Petőfi Népének és a Heves Megyei Hírlapnak, 1994-től 1999-ig a Gyöngyösi TV-nél volt szerkesztő és bemondó. A Külkereskedelmi Főiskolán a Kanyar című hallgatói lap főszerkesztője volt, emellett, 1998-ban, két társával megalapította a Külker évkönyvet. Kaliforniában televíziós hírszerkesztést is tanult és saját rovata volt az egyetemi lapban. 1999 és 2000 között az RTL Klub Híradó és Akták riportereként dolgozott.

### Public Relations
A Külkereskedelmi Főiskolán és a California State University Northridge egyetemen folytatott pr tanulmányai befejeztével 2000-től 2008-ig a Capital Communications pénzügyi kommunikációs ügynökségnél dolgozott. 2001-ben alapítója volt a PR Ügynökségek Szakmai Kollégiumának. 2008-ban a Környezetvédelmi és Vízügyi Minisztérium "Tehetsz rá vagy tehetsz ellene" kampányának PR-vezetője volt, majd a Hill+Knowlton pr-ügynökség ügyvezetője lett. Ezt a céget 2015-ben hagyta el, amikor megalapította saját ügynökségét, az Emerald PR-t. 2005-ben választották a Magyar Public Relations Szövetség (MPRSZ) elnökségi tagjává, 2008-ban a szervezet alelnöke lett. Elnökségi tagsága időszakában alapították meg a Magyar PR Szövetség Ügynökségi tagozatát. Egyik alapítója volt a Sándor Imre PR-díjnak. 2013-ban elnyerte a Magyar PR Szövetség elnöki tisztségét. 2016-ban újabb 3 évre a szövetség elnökévé választotta a közgyűlés. 2019-ben leköszönt az elnöki posztról. 2007-től 2010-ig az MPRSZ delegáltjaként az ORTT Tanácsadó Testület tagja. 2010-ben és 2011-ben az Országmárka Tanács tagja. 2010 óta a Superbrands és a MagyarBrands Bizottság tagja.
Az „Etikus kommunikáció a világjárvány után” szekcióban Lakatos képviselte Magyarországot a 2021-es Davosi Világkommunikációs Fórumon. Ugyanebben az évben a Magyar Public Relations Szövetség Örökös Tagjának választotta. 2022-ben beválasztották a Davosi Világkommunikációs Fórumot is szervező World Communications Forum Association globális tanácsadó testületébe. Ugyanabban az évben Smaragd Akadémia néven tréning alkusz vállalkozást indított.

### Válságkezelés
2019-ben válságmenedzsmenttel foglalkozó vállalkozást alapított Iglódi Csabával. Rendszeresen publikál a válságkezelés témakörben.

### Fenntarthatóság
Elismert szaktekintély a fenntartható fejlődéssel kapcsolatos területek vonatkozásában is. 2005-ben alapító tagja volt a CSR Task Force-nak, amelyet a felelős vállalati működés magyarországi elterjesztésének ösztönzésére hoztak létre. 2005-től oktat CSR-t a felsőoktatásban, gyakran szerepel meghívott előadóként konferenciákon, és rendszeresen publikál is a témakörben. 2006-ban elindították a Magyar PR Szövetség CSR Best Practice díját. 2008-ban a CSR Média pályázatot bocsátottak útjára, majd, 2014-ben, egyik alapítója volt az MPRSZ CSR tagozatának.
2013-ban könyve jelent meg Londonban Corporate Social Performance in Emerging Markets - Sustainable Leadership in an Interdependent World címmel. 2013-ban az országban elsőként kapta meg „A fenntarthatóság szakmai követe” díjat. Tagja a HBLF Women Network-nek. 2017-ben társaival megalapította a Budapest Klub Global Executive Council-t, amelynek alelnöke. 2018 óta a Green Brands zsűritagja. 2020-ban a Levegő Munkacsoport elnökségi tagjává választották. 2020-ban elindított új vállalkozása is a fenntarthatóság megteremtésében, erősítésében segítette üzleti partnereit.

### Oktatás, előadói tevékenység, írás

#### Egyetemi előadások
A 2000-es évek eleje óta, csaknem 20 éve oktat PR-t és CSR kommunikációt különböző felsőoktatási intézményekben, úgymint a  a Budapesti Metropolitan Egyetemen, Budapesti Gazdaságtudományi Egyetemen, és a Soproni Egyetemen.

#### Írás és motivációs előadások
Lakatos népszerű előadóként rendszeresen kapott meghívásokat a legrangosabb hazai és külföldi konferenciákra.
A korábban az Egyesült Királyságban megjelent angol nyelvű könyve után 2024 novemberében megjelent első magyar nyelvű kötete is Éld az álmod! címmel a tudatos teremtés témakörében.
A könyv megjelenéséhez kapcsolódva 2025 márciusában elindította motivációs előadói karrierjét, melynek középpontjában az üzleti környezetre fókuszált tudatosság és a mentális egészség áll .

## Családja
Férjezett, négy gyermeke van.

## Művei
- Zsófia Lakatos. Corporate Social Performance in Emerging Markets: Sustainable Leadership in an Interdependent World (Ashgate Publishing Ltd, 2013) ISBN 978-1-4094-3264-7 (nyomtatott kiadás)
- Lakatos Zsófia. Éld az álmod! (PlanAll Kiadó, 2024)  ISBN 978-615-021957-8

## Díjak, elismerések

### Szakmai díjak
A Hill+Knowlton vezetőjeként elnyert díjak
- Arany Lollipop
- Prizma
- PR Rapid Randi
- Business Superbrands díj (két alkalommal)

### Egyéni elismerések
- National Honor Society díj (1993)
- Phi Beta Delta díj (1999)[68]
- Fenntarthatóság Szakmai Követe díj (2013)[69][70]
- A Budapesti Metropolitan Egyetem Magisztrátusának tagja (2013 –)[57]
- EFFIE zsűritagja (2017, 2018, 2020, 2021, 2022, 2024)[71][72]
- TOP 50 PR-vezető 2023[73]
- A Magyar Public Relations Szövetség Örökös Tagja[3][74]
- A World Communications Forum Association globális tanácsadó testületének tagja[4]
- TOP 50 PR-vezető 2024[75]